# Média amovible
En informatique, un média amovible est une mémoire de masse conçue pour être insérée et retirée d'un ordinateur sans devoir éteindre ce dernier.
La disquette fut, en 1967, le premier support de stockage amovible. 
Certains support d'information doivent être insérés dans un périphérique informatique qui leur est dédié (la disquette va dans le lecteur de disquette), tandis que d'autres comprennent le média et le dispositif de lecture et peuvent être branchés à un connecteur non spécifique (la clé USB se connecte à tout port USB).

## Médias amovibles nécessitant un périphérique dédié
| Média            | Périphérique                             |
| ---------------- | ---------------------------------------- |
| Disquette        | Lecteur de disquette                     |
| Disque optique   | Lecteur de disque optique                |
| Bande magnétique | Enregistreur-lecteur de bande magnétique |
| Carte mémoire    | Lecteur de carte mémoire                 |

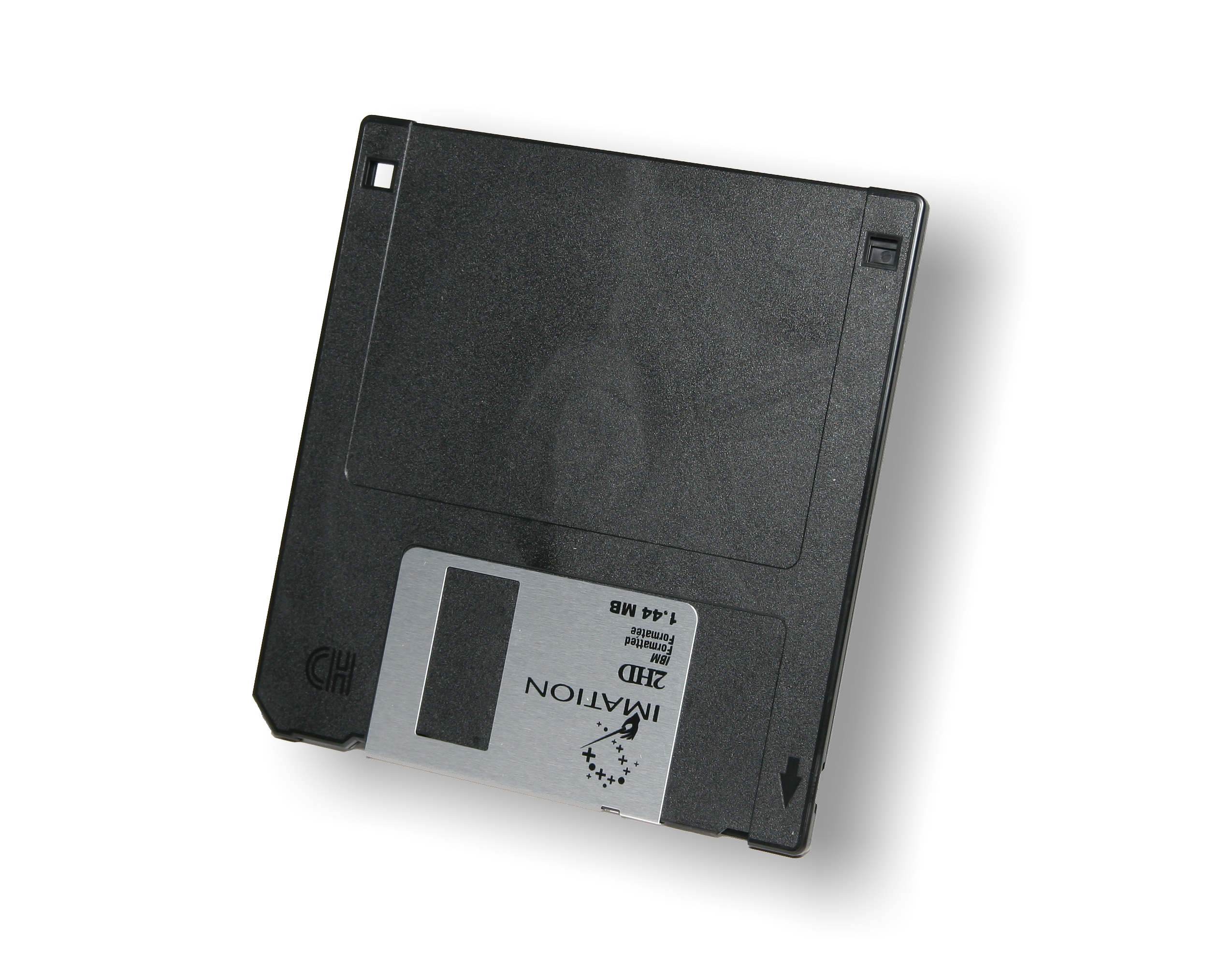
Disquette 3½"
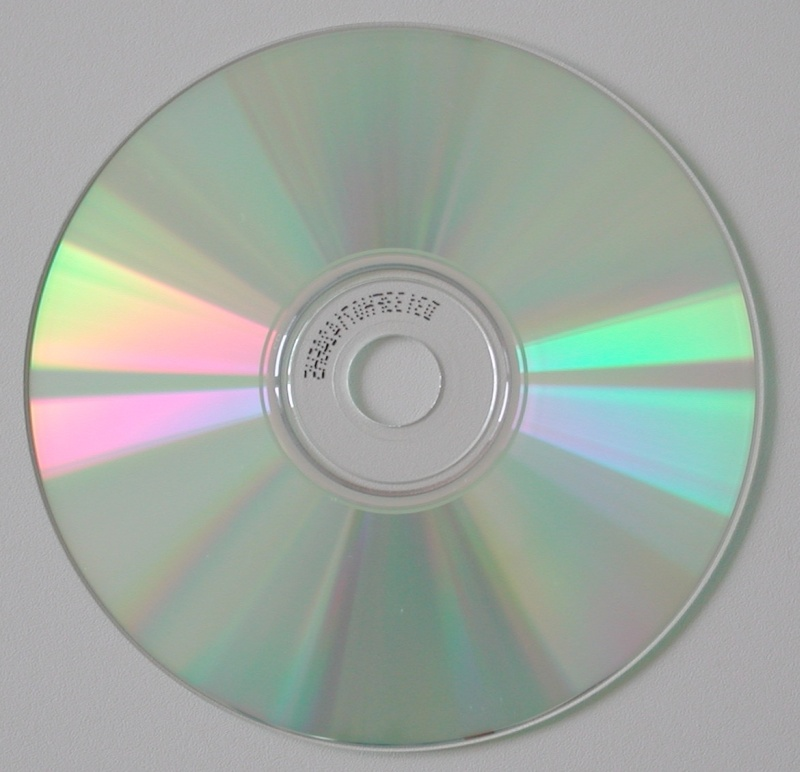
CD-ROM.
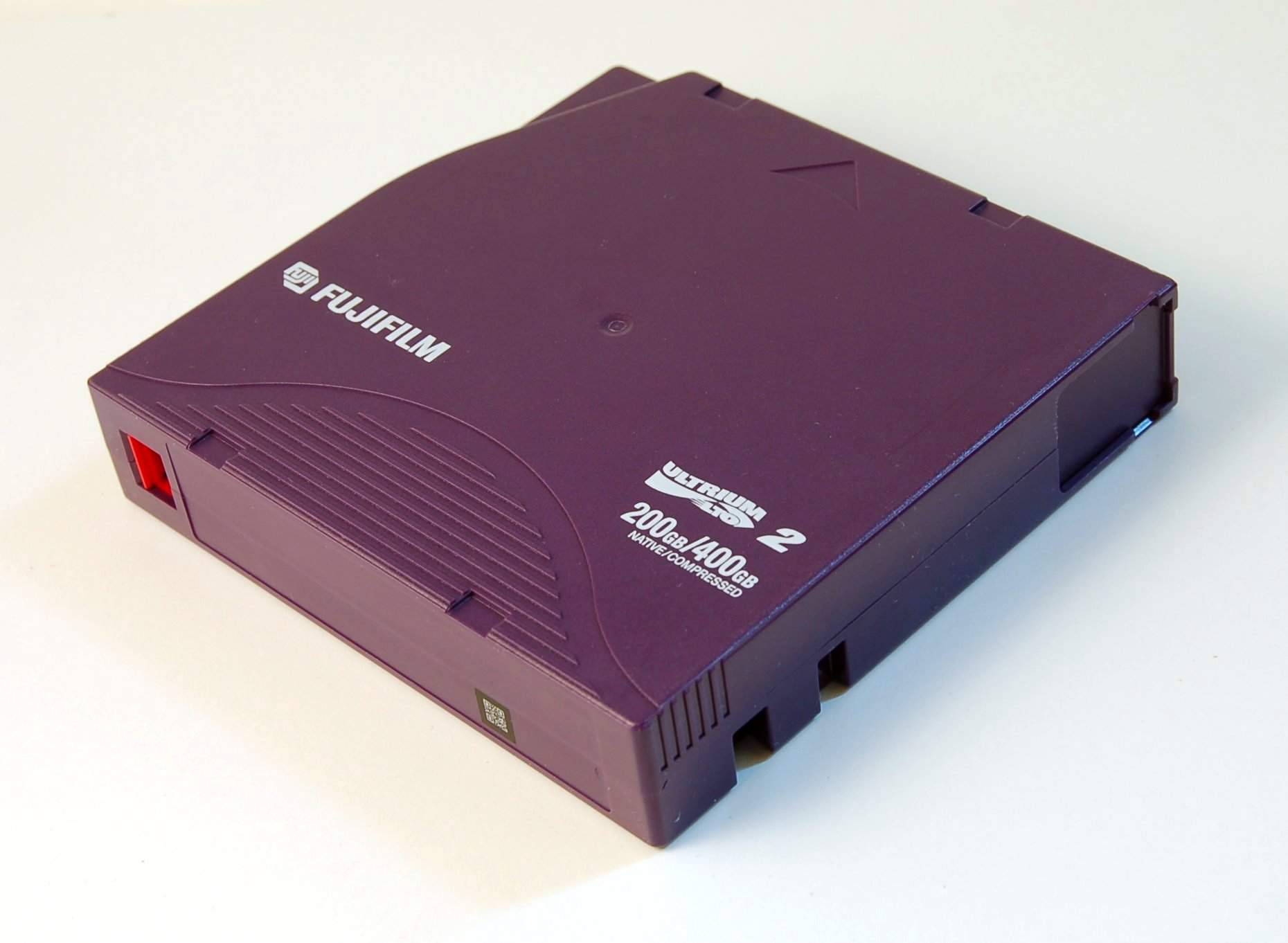
Cartouche de bande magnétique LTO-2
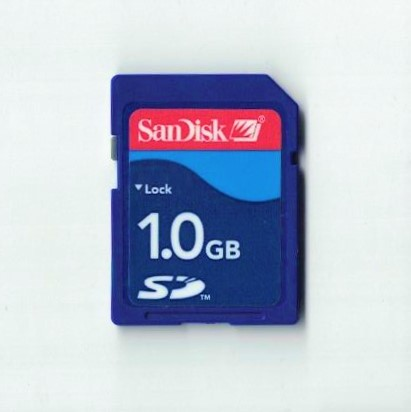
Une carte SD.
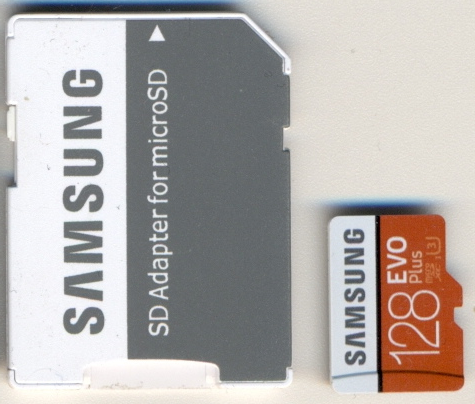
Une carte microSD, avec son adaptateur de la taille d'une carte SD classique.

## Médias amovibles ne nécessitant pas de périphérique dédié
| Média              | Connecteur                 |
| ------------------ | -------------------------- |
| Clé USB            | Universal Serial Bus (USB) |
| Disque dur externe | USB ou eSATA               |

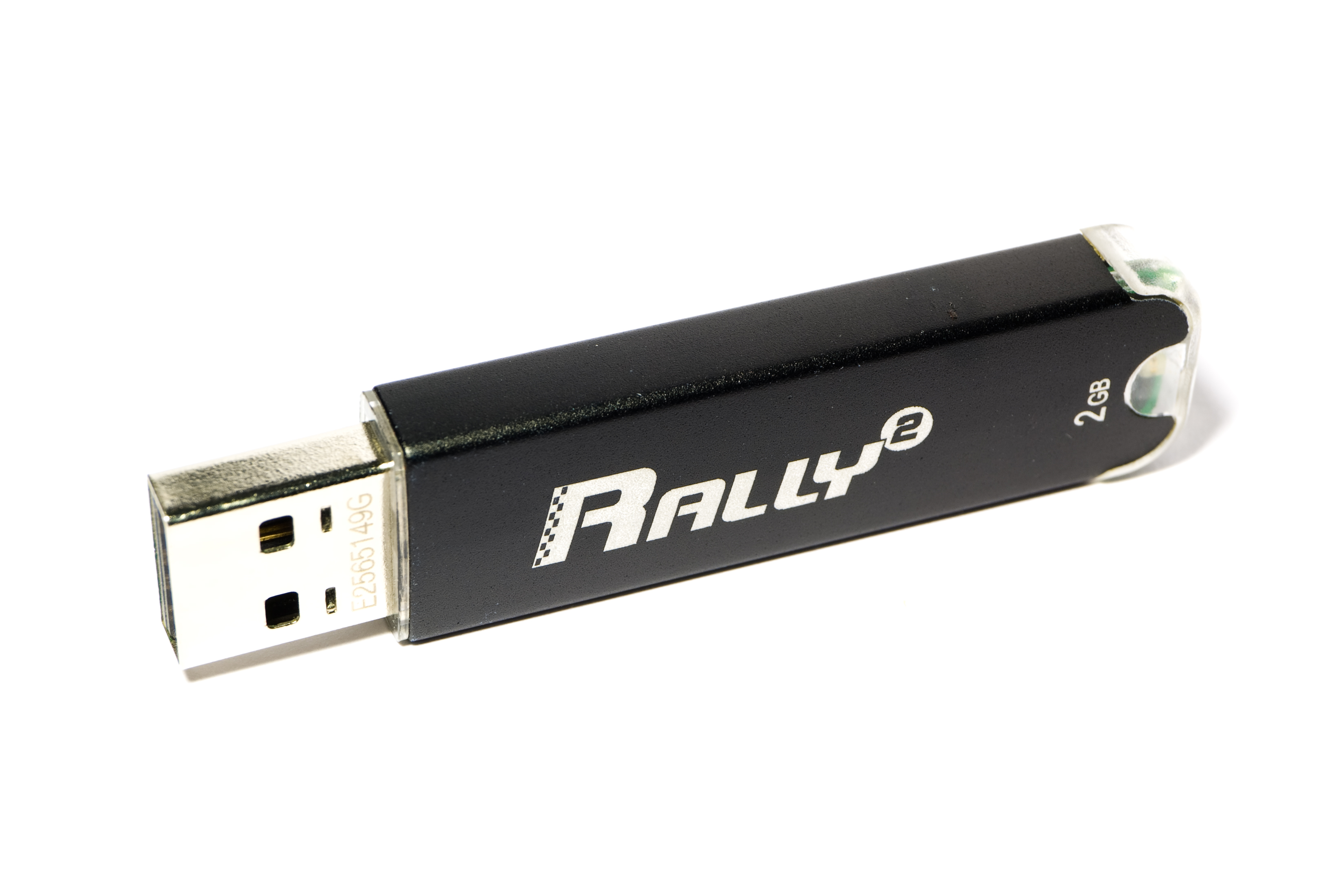
Clé USB
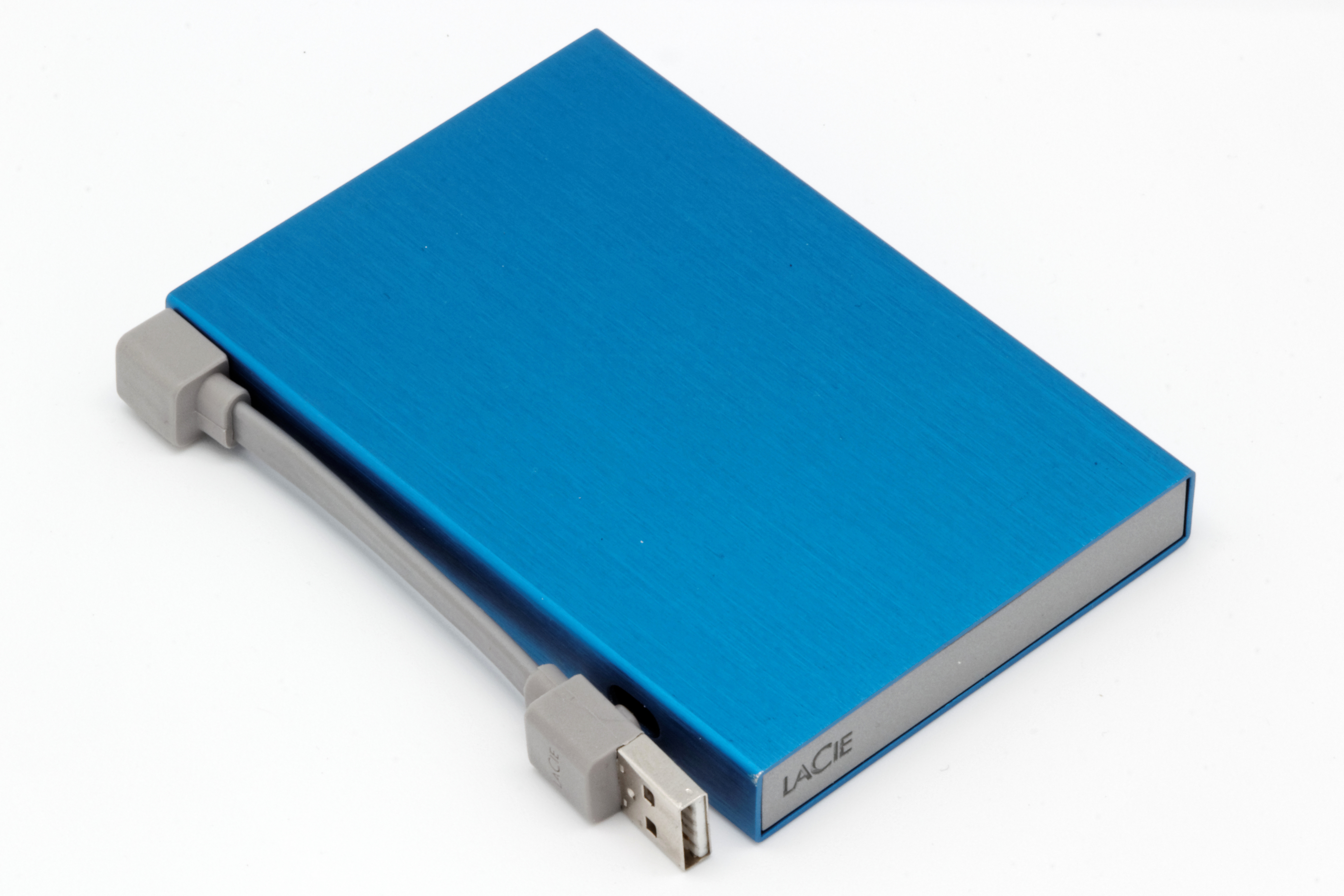
Disque dur externe USB